# Ysper
 (janvier 2016).
Si vous disposez d'ouvrages ou d'articles de référence ou si vous connaissez des sites web de qualité traitant du thème abordé ici, merci de compléter l'article en donnant les références utiles à sa vérifiabilité et en les liant à la section « Notes et références ».
L'Ysper est une rivière autrichienne d'environ 30 km de long qui coule dans le land de la Basse-Autriche. Elle est un affluent direct du Danube.